# 뉘른베르크 공항
뉘른베르크 공항(Nuremberg Airport, IATA: NUE, ICAO: EDDN, 독일어: Albrecht Dürer Flughafen Nürnberg)은 뉘른베르크의 프랑켄 대도시권의 국제공항으로, 뮌헨 공항에 이어 바이에른주에서 2번째로 분주한 공항이다.
2019년 대략 4,100,000명의 승객을 처리했으며 이 수치로 보면 독일에서 10번째로 큰 공항이다. 뉘른베르크시 중심부에서 북쪽으로 약 5킬로미터 지점에 위치해 있으며 독일내 항공과 특히 이집트, 카나리아 제도, 지중해를 포함한 유럽의 도시 및 레저 도착지로 향하는 항공편을 제공한다.

## 같이 보기
- 독일의 대중교통